# Leniwiec karłowaty
Leniwiec karłowaty (Bradypus pygmaeus) – gatunek ssaka z rodziny leniwcowatych (Bradypodidae). Jest najmniejszym ze znanych gatunków leniwców i najpóźniej opisanym. Występuje w lasach mangrowych na pojedynczej niewielkiej wyspie Escudo de Veraguas u wybrzeży Panamy. Jest krytycznie zagrożony wyginięciem.

## Budowa
Leniwiec karłowaty wyróżnia się w swej rodzinie mniejszymi rozmiarami. Długość ciała (bez ogona) 485–530 mm, długość ogona 45–60 mm, długość ucha 10 mm, długość tylnej stopy 94–110 mm; masa ciała 2,5–3,5 kg. Jest to znacznie mniej od leniwca pstrego o długości ciała 519–540 mm i masie 3,7 do 6 kg. Masa ciała jest mniejsza o 40%, całkowita długość o 15%. Czaszka mierzy 67,5–72,2 mm. Czaszka jest o 12–16% mniejsza niż u leniwca pstrego.
Umaszczeniem ciała leniwiec karłowaty przypomina najbardziej leniwca pstrego, co więcej, najpodobniejszy jest do leniwców zamieszkujących Panamę, tereny bliskie macierzystej wyspie, bardziej różni się od leniwców pstrych z innych obszarów. Jego ciało pokrywa długie, szare futro, które swój zielonkawy odcień zawdzięcza porastającym je glonom. Długie włosy również na głowie, ale grzywa nie występuje. Twarz ubarwiona jest jaśniej, w barwie opalonej i brązowej, oczy zdobią dwie podłużne ciemniejsze pasy. Gardło blade szarobrązowe. Na grzbiecie samce mają speculum, barwną plamę spotykaną też u leniwców pstrego i trójpalczastego, z ciemnym pasem na jaśniejszym tle barwy pomarańczowej, wełnistą od przodu. Grzbiet pokrywa plamkowanie z pośrodkową pręgą.
Z charakterystycznych cech czaszki Anderson i Handley wymieniają poszerzone zatoki kości czołowej, nienadęte kości skrzydłowe, brak otworów w przednio-grzbietowym nosogardle, niewielki otwór rylcowo-sutkowy, duży przewód słuchowy zewnętrzny, długi i cienki wyrostek zstępujący kości jarzmowej, cienki i silnie sierpowaty wyrostek dziobiasty żuchwy, wklęsłą powierzchnię brzuszną kości gnykowej.
W uzębieniu obecny wpierw pojedynczy przedni dłutowaty ząb w szczęce (niewielki) i połówce żuchwy (krótki), potem 4 i 3 zęby przypominające trzonowce. Zęby leniwcowatych, jak i większości innych szczerbaków, pozbawione są szkliwa, rosną przez całe życie zwierzęcia.
Kończyny są długie, o trzech palcach zakończonych pazurami.

## Systematyka
Rodzaj leniwiec (Bradypus) pojawił się już w pismach Linneusza w 1758, który opisał gatunek leniwiec trójpalczasty. Linneusz zaliczył do tego samego rodzaju również inny gatunek leniwca dwupalczastego, którego potem przeniesiono do innej rodziny. Tymczasem w rodzaju leniwiec umieszczono nowe gatunki: leniwca grzywiastego opisanego przez Illigera w 1811 i leniwca pstrego opisanego przez Schinza w 1825.
Te właśnie 3 gatunki leniwca były znane w czasie badań, które opisali w 2001 roku amerykańscy teriolodzy Robert P. Anderson i Charles O. Handley. Naukowcy prowadzili je na wyspach Bocas del Toro należących do Panamy, na północnym zachodzie kraju, blisko granicy z Kostaryką. Wyspy powstały stosunkowo niedawno, w holocenie, mając źródło w podniesieniu się poziomu morza po epoce lodowcowej, które odizolowało przybrzeżne wzgórza, początkowo w formie półwyspu, potem archipelagu porośniętego lasem tropikalnym, w tym mangrowym. Najstarszą z wysp, która prawdopodobnie pierwsza straciła kontakt z kontynentem, jest Isla Escudo de Veragua. Wyodrębniła się prawdopodobnie 8900 lat temu i nie wiąże się ściśle z pozostałymi pobliskimi wyspami. Utworzenie wyspy odgrodzonej wodą od kontynentu odizolowało zamieszkujące ten fragment lądu zwierzęta, w tym leniwce z gatunku leniwiec pstry, zwierzęta generalnie nieskłonne do dalekich podróży. Pomimo krótkiego czasu izolacji uwięzione na wyspie zwierzęta szybko ewoluowały, wykształcając nieznane na kontynencie cechy, czego przykładem choćby nietoperz Artibeus incomitatus. Badacze stwierdzili odrębne cechy również u zamieszkujących wyspę leniwców. Po pierwsze były one znacznie mniejsze od tych kontynentalnych, po drugie preferowały raczej mangrowce zamiast lasu tropikalnego, jak leniwce z kontynentu.
Anderson i Handley zbadali 531 okazów leniwców z 13 muzeów. Wykonali pomiary morfometryczne, zbadali szkielet i ubarwienie. Wskazali istotne różnice u leniwców z wyspy. W efekcie po raz pierwszy naukowo opisali w 2001 roku amerykańscy teriolodzy Robert P. Anderson i Charles O. Handley, nadając mu nazwę Bradypus pygmaeus od łacińskiego pygmaeus oznaczającego karłowaty. Jako holotyp wskazali samicę zebraną 21 marca 1991 przez Charlesa Handleya i Penny Nelson, skatalogowaną jako SNM 579 179.
Jako miejsce typowe odłowu holotypu Anderson i Handley wskazali West Point, na wyspie Escudo de Veraguas, w archipelagu Bocas del Toro, w Panamie.
Później przeprowadzone badania genetyczne potwierdziły istotne różnice pomiędzy leniwcem pstrym i karłowatym. Szacowany czas rozejścia się linii wypadł 8 milionów lat temu, a więc jeszcze przed rozejściem się linii leniwca pstrego i trójpalczastego. Krytycy wskazali jednak, że w badaniach porównywano materiał genetyczny przedstawicieli leniwca karłowatego oraz leniwców pstrych z okolic oddalonych od Panamy. Kolejne badanie z wykorzystaniem przedstawicieli leniwca pstrego z obszaru leżącego niedaleko miejsca życia leniwca karłowatego nie potwierdziło poprzednich różnic. W efekcie niektórzy badacze kwestionują nawet wyróżnianie leniwca karłowatego jako odrębnego gatunku. Uważają, że może to być skarłowaciała forma B. variegatus. Autorzy Illustrated Checklist of the Mammals of the World uznają ten takson za gatunek monotypowy.

### Etymologia
- Bradypus: gr. βραδυπους bradypous „o powolnym kroku, powolny”, od βραδυς bradus „powolny, niemrawy”; πους pous, ποδος podos „stopa”[10].
- pygmaeus: łac. pygmaeus „karłowaty”, od gr. πυγμαιος pugmaios „karłowaty, wielkości pięści”, od πυγμη pugmē „pięść”[11].

## Tryb życia

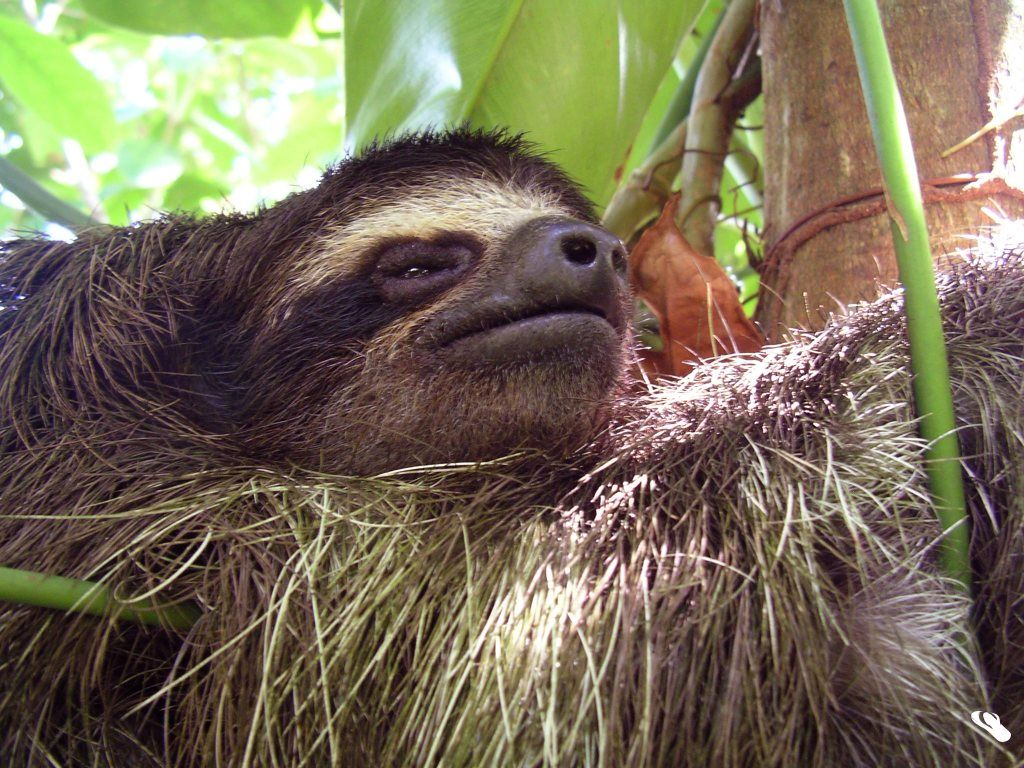
Leniwiec karłowaty

Leniwiec karłowaty wiedzie nadrzewny tryb życia, jak i inne leniwce, na lądzie poruszające się niezdarnie, raczej pełzające, niż chodzące. Niemniej zaobserwowano leniwca karłowatego poruszającego się po lądzie. Zwierzę to jest również dobrym pływakiem. Pływa pieskiem. Prawdopodobnie gazy powstające w jelitach z fermentującego pokarmu zwiększają wyporność zwierzęcia.
Podobnie jak leniwce kontynentalne, leniwiec karłowaty dużą część doby spędza na odpoczynku. Śpi po 9–10 godzin w ciągu doby. O ile kontynentalny leniwiec pstry preferuje sen nocą, kiedy grasują drapieżniki, to leniwiec karłowaty, zamieszkując niewielką, pozbawioną większych drapieżników wyspę, takich preferencji nie przejawia.
O ile leniwce zazwyczaj wiodą samotny tryb życia, gęstość leniwca karłowatego w lasach mangrowych była dość duża, 5,8 zwierzęcia na hektar.

## Rozmieszczenie geograficzne
Leniwiec karłowaty występuje endemicznie na wyspie Escudo de Veraguas, 18 km od półwyspu Valiente, na karaibskim wybrzeżu Panamy. Wyspa jest niewielka (430 ha), w dodatku leniwce karłowate zamieszkują głównie mangrowce przy brzegu (Rhizopora mangle), zajmujące 10,7 ha, a nie las tropikalny wnętrza wyspy, w którym obserwowano zaledwie kilka okazów.

## Ekologia
Obserwacje wskazują na żywienie się liśćmi mangrowców i innych roślin, jak cekropka.
Na wyspie zamieszkiwanej przez leniwce karłowate nie ma istotnych mogących zagrażać mu drapieżników.

## Status
Międzynarodowa Unia Ochrony Przyrody (IUCN) wymienia leniwca karłowatego w Czerwonej księdze gatunków zagrożonych jako gatunek krytycznie zagrożony (CR). Ma to związek z niewielką powierzchnią terenu, na którym występuje. Głównym zagrożeniem jest utrata siedlisk. Wyspa nie jest zamieszkana przez ludzi na co dzień, ale odwiedzają ją rybacy, rolnicy, poławiacze homarów, miejscowa ludność i turyści. Stawiają w głębi wyspy domy z drewna, przez co karczują las. Wzrasta zainteresowanie turystyką, a także nabyciem leniwców i ich hodowlą w niewoli. W przeszłości uważano, że leniwce karłowate są jadane przez miejscową ludność, co nie zostało potwierdzone. Wymienia go także Załącznik II CITES. Liczba osobników prawdopodobnie spada, ale nie wiadomo, ile sztuk liczy populacja. W badaniach z 2012 doszukano się w sumie 79 osobników, z czego 70 w mangrowcach. Populacja ma niewielką zmienność genetyczną, przeszła już raz efekt szyjki od butelki. Formalnie od 2009 wyspa została objęta ochroną, co jednak nie jest egzekwowane. Sytuację pogarsza zatarg z udziałem mieszkańców comarki Ngöbe-Buglé, polityków regionalnych i rządu.